# Journée mondiale de la rage
La journée mondiale de la rage est, depuis 2007, une campagne de journée internationale d'après le jour de la mort, un 28 septembre, de Louis Pasteur découvreur du vaccin contre la rage. 
Cette campagne est coordonnée par l'alliance globale pour le contrôle de la rage (GARC, Global Alliance for Rabies Control) , une organisation à but non lucratif avec des sièges sociaux aux États-Unis et au Royaume-Uni. C'est un des programmes des Nations unies, approuvé par des institutions comme l'Organisation des Nations unies pour l'alimentation et l'agriculture, l'Organisation mondiale de la santé et l'Organisation mondiale de la santé animale (dite aussi OIE).

## Création
La journée internationale contre la rage a été créée en 2007, à l'initiative de la GARC, pour unifier et coordonner les actions contre la rage dans les pays où celle-ci reste endémique, notamment en Asie et en Afrique qui représentent 95 % des décès mondiaux par encéphalite rabique.
La première journée s'est déroulée le 8 septembre, les autres le 28 septembre. L'un des principaux problèmes de la prévention de la rage est le défaut d'information des populations concernées, que ce soit sur la nécessité de vacciner les chiens ou sur les soins à apporter en cas de morsure. 
En 2015, une conférence tripartite réunissant la FAO, l'OMS et l'OIE appelle à une approche coordonnée pour l'élimination globale de la rage humaine par éradication de la rage canine. En 2018, la GARC et les organisations tripartites adoptent un « plan stratégique mondial pour mettre fin aux décès humains par rage transmise par les chiens vers 2030 ».

## Objectifs et moyens
Les principaux objectifs d'une campagne de journée internationale contre la rage sont :
- de faire prendre conscience que la rage est un problème de santé publique qu'il est possible de résoudre.
- d'éduquer et d'informer les personnes des pays endémiques de rage, notamment les enfants et les professionnels de santé.
- de mobiliser les ressources permettant de soutenir les programmes locaux de prévention de la rage.

La GARC dispose de peu de moyens en finances comme en personnel. Une campagne se déroule sur trois axes :
1. Développement d'un site web apportant des outils d'informations et des moyens pour organiser des actions locales.
2. Actions de promotion et de communication des évènements de campagne : logo distinctif (en 51 langues en 2016), utilisation de réseaux sociaux en particulier Facebook et Twitter.
3. Chaque année, la campagne est centrée sur un thème spécifique représentant un message clé de prévention de la rage.